# 2014 UZ224
2014 UZ224, surnommé DeeDee pour Distant Dwarf par ses découvreurs, est un objet épars et une planète naine potentielle. En date du 10 octobre 2016, le corps céleste est le troisième objet mineur du Système solaire le plus distant du Soleil connu, après Éris (96,2 UA) et 2015 TH367 (90,3 UA), il est à une distance de 90,8 UA du Soleil, distance qui diminuera lentement jusqu'à ce qu'elle atteigne son périhélie à 38 UA aux environs de 2142.